# KV34
La Tumba KV34 del Valle de los Reyes (cerca de la actual ciudad de Luxor, en Egipto) es el lugar donde fue enterrado el Faraón Thutmose III, de la XVIII Dinastía. 
Fue una de las primeras tumbas excavadas en el Valle, en lo alto de la pared de un despeñadero. Un pasillo muy empinado desciende al interior desde la entrada, a través de una antecámara con forma trapezoidal. Tras la antecámara se encuentra la cámara del sarcófago, con forma de cartucho, de la que salen cuatro pequeñas cámaras laterales. El sarcófago de piedra en el que yació Thutmose se encuentra aún en el lugar, aunque ha sido dañado por los ladrones de tumbas.
Muchas de las decoraciones en los muros son de un estilo inusual para el Valle de los Reyes, sobre un fondo amarillento (que pretende parecerse al del papiro envejecido), se encuentra una de las versiones más antiguas del Libro del Amduat, ilustrando dioses del Antiguo Egipto como simples monigotes trazados con palitos (en un estilo casi naïf), al estilo de la escritura de los papiros. También aparece en la cámara la Letanía de Ra, ejecutada de modo similar. 
La tumba fue saqueada en la antigüedad, pero aun se encontraron algunos restos del ajuar funerario desechados por los ladrones. Fue descubierta y excavada en 1898 por Victor Loret.

## Galería

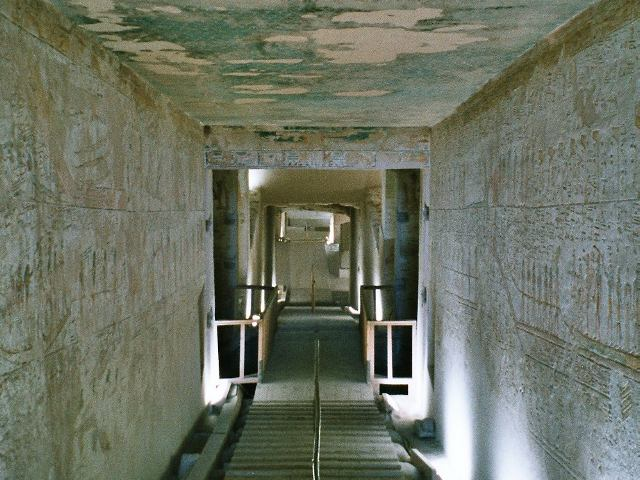
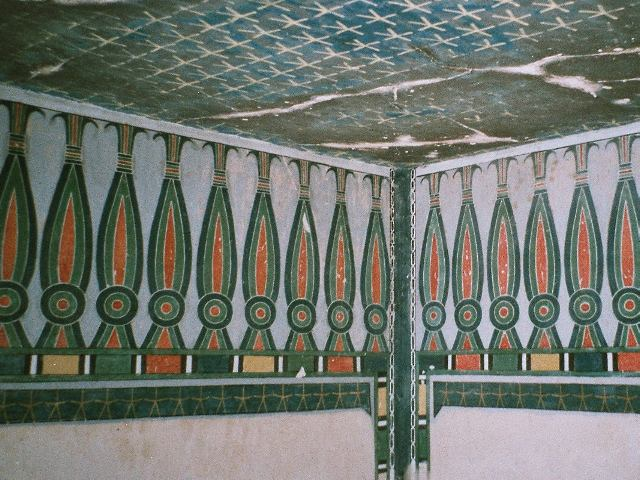
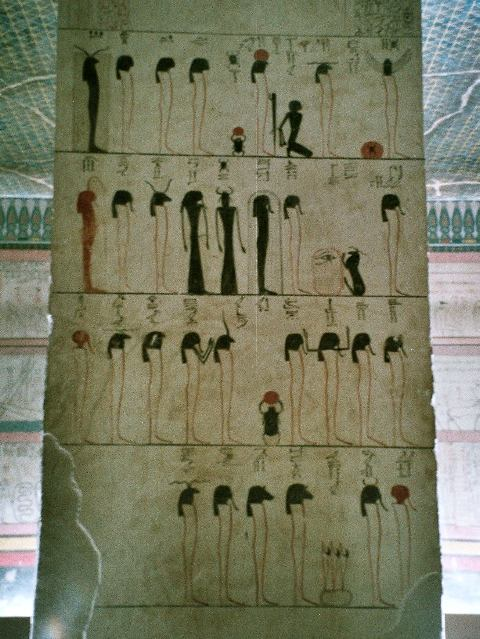
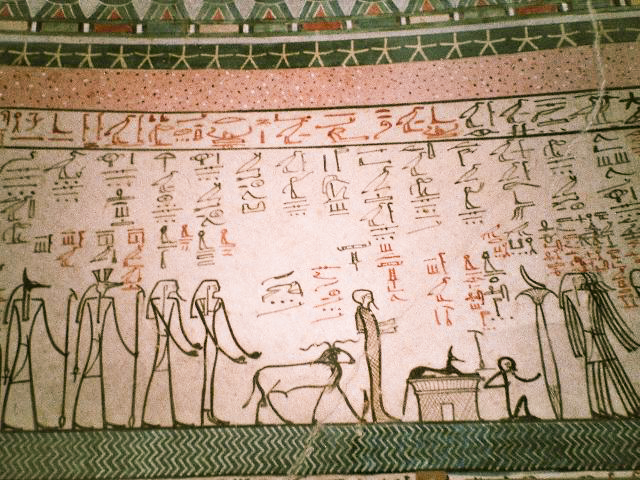
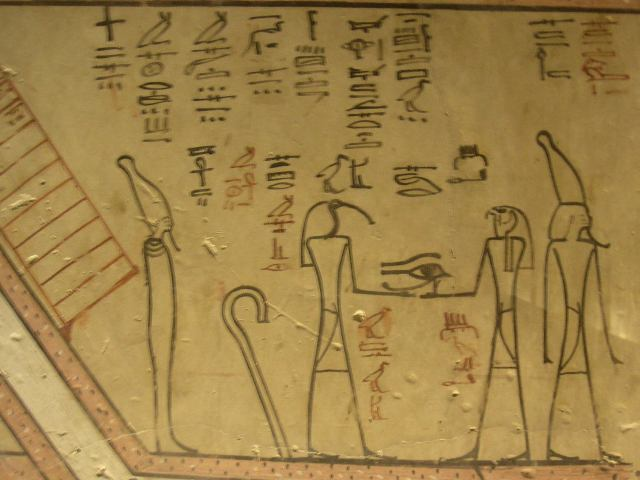
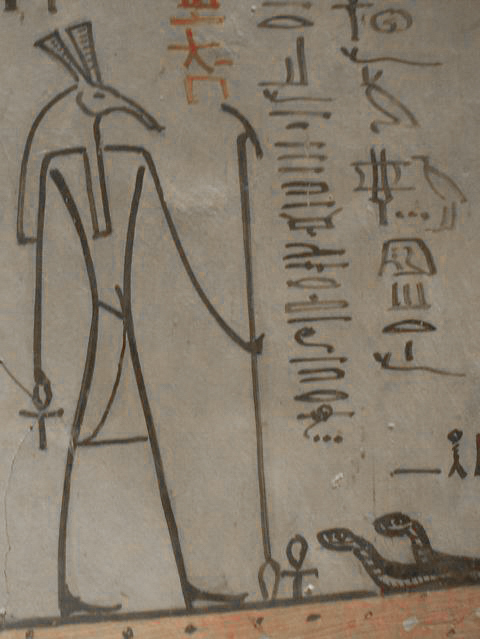
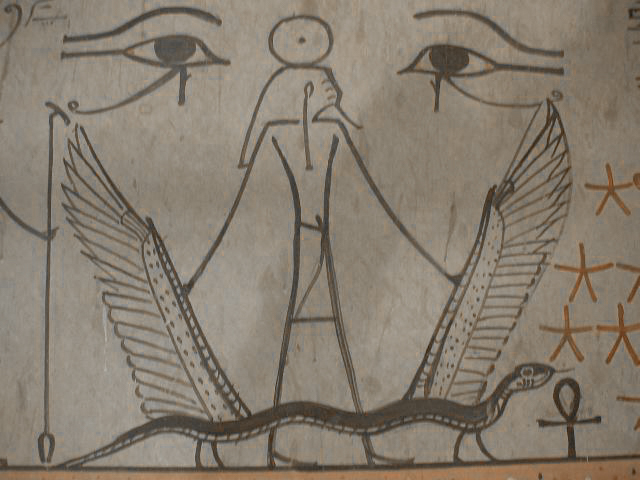